# الهيفاء (قفل شمر)

تعديل مصدري - تعديل

الهيفاء هي إحدى قرى عزلة المخلاف بمديرية قفل شمر التابعة لمحافظة حجة، بلغ تعداد سكانها 142 نسمة حسب تعداد اليمن لعام 2004.